# Языковой атлас Средней Франконии
Языковой атлас Средней Франконии (нем. Sprachatlas von Mittelfranken, SMF) — лингвистический атлас, рассматривающий диалекты Средней Франконии. Разрабатывался Университетом Эрлангена — Нюрнберга в рамках проекта «Баварский языковой атлас».
В 1989-1991 была начата работа по подготовке к сбору диалектологического материала и созданию книги вопросов. С 1991 по 1998 год проводился сбор материала. Публикация атласа производится с 2003 года.
Атлас включает 8 томов, из которых издано только семь (в разработке 3 том):
- Band 1 (2003): Einführung. Von Alfred Klepsch unter Mitarbeit von Sibylle Reichel, Steffen Arzberger, Thurid Heyse, Alexander Mang, Horst Haider Munske, Karin Rädle, Stefanie Rigoll, Gerhard Rost, Claudia Rudisch und Cosima Schlichte.
- Band 2 (2004): Mittelhochdeutsche Langvokale und Diphthonge. Von Steffen Arzberger, Alfred Klepsch, Alexander Mang, Karin Rädle, Sibylle Reichel, Stefanie Rigoll, Gerhard Rost und Claudia Rudisch.
- Band 3: Mittelhochdeutsche Kurzvokale. Von Karin Rädle. (не издан)
- Band 4 (2007): Mittelhochdeutsche Konsonanten. Von Michaela Grüner und Claudia Rudisch.
- Band 5 (2005): Wortschatz. Von Steffen Arzberger und Stefanie Rigoll.
- Band 6 (2004): Sprachregion Nürnberg. Von Alexander Mang.
- Band 7 (2007): Morphologie und Syntax. Von Thurid Heyse, Alfred Klepsch und Sibylle Reichel.
- Band 8 (2010): Wortschatz II. Von Markus Wollin.